# 青龙桥街道
青龙桥街道，是中华人民共和国北京市海淀區下辖的一个街道办事处。

## 行政区划
青龙桥街道下辖以下地区：
西苑社区、骚子营社区、大有庄社区、福缘门社区、圆明园东里社区、挂甲屯社区、一亩园社区、厢红旗社区、安河桥社区、颐东苑社区、遗光寺社区、国防大学社区、韩家川大院社区、国际关系学院社区、中央党校社区、林业科学研究院社区、军事科学院社区、309医院社区、中国中医科学院西苑医院社区、颐和园社区、中信所西苑小区社区、030院社区、水磨社区和成府社区。